# Nemognathinae
Nemognathinae — подсемейство жуков семейства нарывников.

## Описание
Средняя доля эдеагуса полупоперечная без крючков, парамеры обычно полностью слиты. Надкрылья всегда удлинённые, часто сужены к вершине или зияющие. Коготки с узким придаточным коготком, который слабее склеритизирован и короче коготка, обычно грубо зазубренные. Усики всегда нитевидные.

## Систематика
- Nemognathinae
  - Horiini
    - Cissites Latreille, 1804
    - Horia Fabricius, 1787
    - Synhoria Kolbe,1897

  - Nemognathini
    - Apalus Fabricius, 1775
    - Cochliophorus
    - Ctenopus Fischer von Waldheim, 1824
    - Euzonitis Semenov, 1893
    - Leptopalpus Guérin de Méneville, 1834
    - Nemognatha Illiger, 1807
    - Sitaris Latreille, 1802
    - Sitarobrachys Reitter, 1883
    - Stenodera Eschscholtz, 1818
    - Stenoria Mulsant, 1857
    - Zonitis Fabricius, 1775